# Сьвідвінек
Сьвідвінек (пол. Świdwinek) — село в Польщі, у гміні Свідвин Свідвинського повіту Західнопоморського воєводства.
Населення — 198 осіб (2011).

## Демографія
Демографічна структура станом на 31 березня 2011 року:
|          | Загалом | Допрацездатний вік | Працездатний вік | Постпрацездатний вік |
| -------- | ------- | ------------------ | ---------------- | -------------------- |
| Чоловіки | 105     | 13                 | 84               | 8                    |
| Жінки    | 93      | 12                 | 65               | 16                   |
| Разом    | 198     | 25                 | 149              | 24                   |